# NEW NEWS
NEW NEWS(にゅーにゅーず)は、東北放送（TBCラジオ）で2014年10月から2023年3月まで放送されていた生ワイド番組。TBCの本社がある宮城県を中心に、ローカルタレントとして活動しているニードルがパーソナリティを務める。

## 概要
「ナイターオフ期間（10月 - 翌年3月）の平日夜間に自社制作の番組を編成する」というTBCの方針で、2014年度から2017年度までは、ナイターオフ期間の火・水曜日19:00 - 20:00に放送されていた。しかし同局は、2017年度のナイターオフ編成で方針を転換。JRN・NRNに加盟する他の地方ラジオ局と同様に、JRN・NRNの基幹局が制作する全国ネット番組（『オールナイトニッポンPremium』『THE FROGMAN SHOW A.I.共存ラジオ好奇心家族』など）を当該時間帯で放送するようになった。このような事情から、当番組は、全国ネット向けのミニ番組や『ネットワークトゥデイ』（TBSラジオが制作するJRN全国ニュース）を編成していた平日の夕方に放送枠を移動。2017年10月2日から2020年9月25日までは、『ネットワークトゥデイ』を内包する報道バラエティ番組として、毎週月曜日から金曜日まで通年で放送していた。
放送枠の移動・通年放送化後は、放送枠を基本として16:00 - 18:00の2時間に設定していた。ただし、ナイターインシーズン（日本プロ野球公式戦の大半が開催される4 - 9月）の火 - 金曜日に『TBCパワフルベースボール』としてNPBのナイトゲーム中継を放送する場合には、17:59で放送を終了していた。
2020年の秋の改編で、新たな夕方ワイド番組として『シロクジTUNE』が開始されるため、本番組については2020年9月28日より月曜日の19:30 - 21:55の週1回の放送として再スタートする。月曜時代は『TBCパワフルベースボール』としてナイトゲームまたは薄暮ゲームの中継が編成される場合、中継終了後から21:55までの放送となる（21:55以降も中継が続く場合、その週の放送は休止となる）。

## タイムテーブル

### 現在（2021年4月 -）
- 19:30　オープニング
- 19:34　ニードル一週間
- 19:42　GAKIOが疼けば尾崎が吠える！くすぐられたら大笑い！”tbc天気の泉”
- 20:00　ニードルワールドニュース
- 20:08　”8”時”8”分に”8”cmCDから懐かしい曲を3曲セレクト「伊藤音楽会」
- 20:30　tbcニュース
- 20:36　世相が気になる！？（隔週でTwitterアンケートと「勝手に第4位」）
- 20:55　相方の好きな所！
- 21:00　GAKIOマニアックトーク
- 21:13　新之助と政仁のSMトーク
- 21:23　リスナーリクエスト
- 21:30　伊藤ちゃんどう思う？（最終週には即興漫才を披露する。）
- 21:43　ハートインハート
- 21:52　エンディング

### 現在放送中の主なコーナー
伊藤音楽会(2021年1月4日 - )
　元はリスナーリクエストの企画だったが、2021年1月以降は8cmCDの中から懐かしい曲を伊藤政仁が8時8分に紹介する企画となった。
勝手に第4位(2020年6月 - )
　4位のものをフォーカスし勝手に表彰する企画。毎回テーマに沿って、その4位をリスナーから募集し、得票数が多かったものを伊藤政仁が表彰する。夜枠移動後も継続して放送されている。
伊藤ちゃんどう思う？（2021年1月11日 - ）
　伊藤政仁にどんなことも答えてもらう企画。リスナーから聞かれたことを伊藤政仁が笑いを取りながら返す。

### 帯番組時代（2017 - 2020年）
- 16:00　オープニング
- 16:05　河北新報ニュース
- 16:11　交通情報
- 16:13　TBC気象予報士の“OH!天気”
- 16:20　ニードルと話しましょ
  - （月）ラジオ番宣
  - （火）テレビ番宣
  - （水）世界各地の一風変わったニュースを紹介する「ニードルワールドニュース」

2018年度以降のナイターインシーズンで、火 - 金曜日に『TBCパワフルベースボール』で東北楽天ゴールデンイーグルスのナイトゲーム中継を放送する場合には、当コーナーやエンディングで中継の直前情報を伝える。ちなみにニードルは、当番組開始前の2013 - 2017年シーズンに、『TBCパワフルベースボールPlus』などの中継後座番組でパーソナリティを務めていた。
- 16:40　よしおがきになる!?
  - （月）サンドウィッチマンの東北魂
  - （火）二人がきになる
  - （水）LINEアンケート
  - （木）今日の気になるニュース
  - （金）～元気！まるもり～
- 16:50　交通情報
- 16:55　聴いてみるすか！あなたの一言

（メール、FAX紹介）
（水）過払い金ナットク法律相談
- 17:00　TBCニュース
- 17:05　Hit Chart Graffiti
- 17:10　交通情報
- 17:15　TBCイベントインフォメーション
- 17:25　TBCニューストゥデイ
- 17:30　ネットワークトゥデイ
- 17:46　交通情報
- 17:49　エンディング

（木）伊藤音楽会
番組のワイド化以降続いてきた「懐かしソングリクエスト」が正式にコーナー化。（主に）リスナーが成人する前に夢中で聴いていた、アニメやCMなどのタイアップ楽曲に限定してリクエストを受け付ける。
コーナータイトルは、TBCラジオで平日午前10時頃に放送される「希望音楽会」と、パーソナリティであるニードルのメンバー、伊藤政仁の名前を掛け合わせたセルフパロディ。
（内、ショッピング、ニードルと話しましょ、エンディングの時間帯はゲストコーナーになる事がある。）

## 期間限定企画
- 平成ソング ファイナルカウントアップ（2018年10月 - 2019年4月の金曜日）

2018年10月の番組改編に際して、同月から平成時代が終わる2019年（平成31年）4月までに、金曜日が30回訪れることから着想を得た企画。1989年（平成元年）から2018年（平成30年）までの30年から、特定の1年をテーマに、当時のヒット曲や世相を振り返りながら、ニードルの半生やリスナーの思い出などを振り返った。元号が令和に変わる前週（2019年4月27日）の放送で、平成30年を取り上げたことによって終了。

## 過去のコーナー
- ダイハツpresents　伊集院光とらじおとクルマと仕事と（2018年1 - 3月）
- びよびよラジオ（2018年10月）
- あなたにハッピー・メロディ（2017年10月 - 2019年3月、但しCMのみネット）